# Aquaticola hyalomura
Aquaticola hyalomura är en svampart som beskrevs av W.H. Ho, K.M. Tsui, Hodgkiss & K.D. Hyde 1999. Aquaticola hyalomura ingår i släktet Aquaticola och familjen Annulatascaceae.   Inga underarter finns listade i Catalogue of Life.